# 臨港地区
臨港地区とは、港湾の管理運営を円滑に行うため、水域である港湾区域と一体として機能すべき陸域で、都市計画法または港湾法の規定に基づき港湾管理者が定めた地区のことである。臨港地区内では、港湾の様々な機能をそれぞれ十分発揮させるため、港湾管理者が機能別に分区を指定して、各分区における構築物を規制することとされている。また、臨港地区内において、構築物を建設・改良するなどの一定の行為をしようとするときは、港湾管理者に届け出なければならないこととされている。

## 分区
臨港地区内において、目的の異なる建築物や施設等の構築物が無秩序に混在することを防止し、港湾の多様な機能をそれぞれ十分に発揮させるために、臨港地区を機能別に区分することを分区といい、港湾管理者が指定し、構築物の用途を規制する。
港湾法では、港湾管理者は、臨港地区内において次に掲げる分区を条例（通称：「分区条例」）に指定することができると定められている。
- 商港区：旅客又は一般の貨物を取り扱わせることを目的とする区域
- 特殊物資港区：石炭、鉱石その他大量ばら積みを通例とする物資を取り扱わせることを目的とする区域
- 工業港区：工場その他工業用施設を設置させることを目的とする区域
- 鉄道連絡港区：鉄道と鉄道連絡船との連絡を行わせることを目的とする区域
- 漁港区：水産物を取り扱わせ、又は漁船の出漁準備を行わせることを目的とする区域
- バンカー港区：船舶用燃料の貯蔵及び補給を行わせることを目的とする区域
- 保安港区：爆発物その他の危険物を取り扱わせることを目的とする区域
- マリーナ港区：スポーツ又はレクリエーションの用に供するヨット、モーターボートその他の船舶の利便に供することを目的とする区域
- クルーズ港区：専ら観光旅客の利便に供することを目的とする区域
- 修景厚生港区：その景観を整備するとともに、港湾関係者の厚生の増進を図ることを目的とする区域

なお、実際の運用においては、各地方自治体の条例により、この中より必要に応じて分区が指定される。また、臨港地区が指定されているにもかかわらず、分区の指定がなされていない場合（いわゆる「無分区」）もあり、この場合は用途地域や地区計画等で土地利用が規制される。

## 規制内容
分区の目的にあわない構築物は原則として建設等ができない。各自治体の条例により、それぞれの分区の目的にあわない構築物（禁止構築物）の建設や、改築又は用途の変更により禁止構築物とすることを禁止している。ただし、公益上やむを得ないと認められる場合には、特例許可により建設等が可能となることがある。また、現在すでにある構築物についての規制はないが、構築物の改築等を行う際は規制の対象となる場合がある。
分区内では、構築物の用途について、建築基準法に定める用途地域および特別用途地区の規定は適用されず、各自治体の「分区条例」が適用され、条例に定める禁止構築物は、建設等をしてはならないことになっている。

## 手続き

### 港湾法に基づく届出
一定の行為には届出が必要となる。公共の施設である港湾を災害のない、安全でしかも快適な使いやすい状態にしておくために、臨港地区内で一定規模以上（床面積の合計が2,500平方メートル以上又は敷地面積が5,000平方メートル以上）の工場又は事業場の新設や増設をする場合などには、工事の開始の日の60日前までに届出が必要とされている。

### 建築確認に関する手続き
上記の届出の対象外となる場合でも、分区内で建築基準法に基づく建築確認申請を行う際には、各自治体によりあらかじめ行うべき手続きが定められており、構築物の用途が「分区条例」に適合することが港湾管理者によって確認された後に、建築確認申請が受理されることになっている。